# Wapen van Zambia

Wapen van Zambia

Het wapen van Zambia werd aangenomen op 24 oktober 1964, direct na het verkrijgen van de onafhankelijkheid. Het wapen is een variant van het wapen van Noord-Rhodesië, de naam voor Zambia als Britse kolonie.

Wapen van Noord-Rhodesië (1927)

Centraal in het Zambiaanse wapen, en in dat van Noord-Rhodesië, staan verticale zwart-witte golvende lijnen. Dit is een weergave van de Victoriawatervallen, met wit water dat over zwarte rotsen naar beneden valt. Boven het wapenschild staat een adelaar afgebeeld. Deze symboliseert vrijheid en de hoop voor een betere toekomst. Bovendien komt deze vogel voor langs de oevers van de Zambezi, de rivier waarnaar het land vernoemd is. De adelaar staat ook op de vlag van Zambia.
Het moderne wapen toont behalve het schild en de adelaar ook natuurlijke hulpbronnen (mineralen, mijnbouw, landbouw en de levende natuur), twee mensen (staande voor de gewone man en vrouw) en het nationale motto One Zambia, One Nation.
Algerije · Angola · Benin · Botswana · Burkina Faso · Burundi · Centraal-Afrikaanse Republiek · Comoren · Congo-Brazzaville · Congo-Kinshasa · Djibouti · Egypte · Equatoriaal-Guinea · Eritrea · Ethiopië · Gabon · Gambia · Ghana · Guinee · Guinee-Bissau · Ivoorkust · Kaapverdië · Kameroen · Kenia · Lesotho · Liberia · Libië · Madagaskar · Malawi · Mali · Marokko · Mauritanië · Mauritius · Mozambique · Namibië · Niger · Nigeria · Oeganda · Rwanda · Sao Tomé en Principe · Senegal · Seychellen · Sierra Leone · Soedan · Somalië · Swaziland · Tanzania · Togo · Tsjaad · Tunesië · Westelijke Sahara · Zambia · Zimbabwe · Zuid-Afrika · Zuid-Soedan
Afhankelijke gebieden:
Brits Territorium in de Indische Oceaan · Canarische Eilanden · Ceuta · Melilla · Madeira · Mayotte · Réunion · Sint-Helena · Tristan da Cunha